# Дугласский конный трамвай

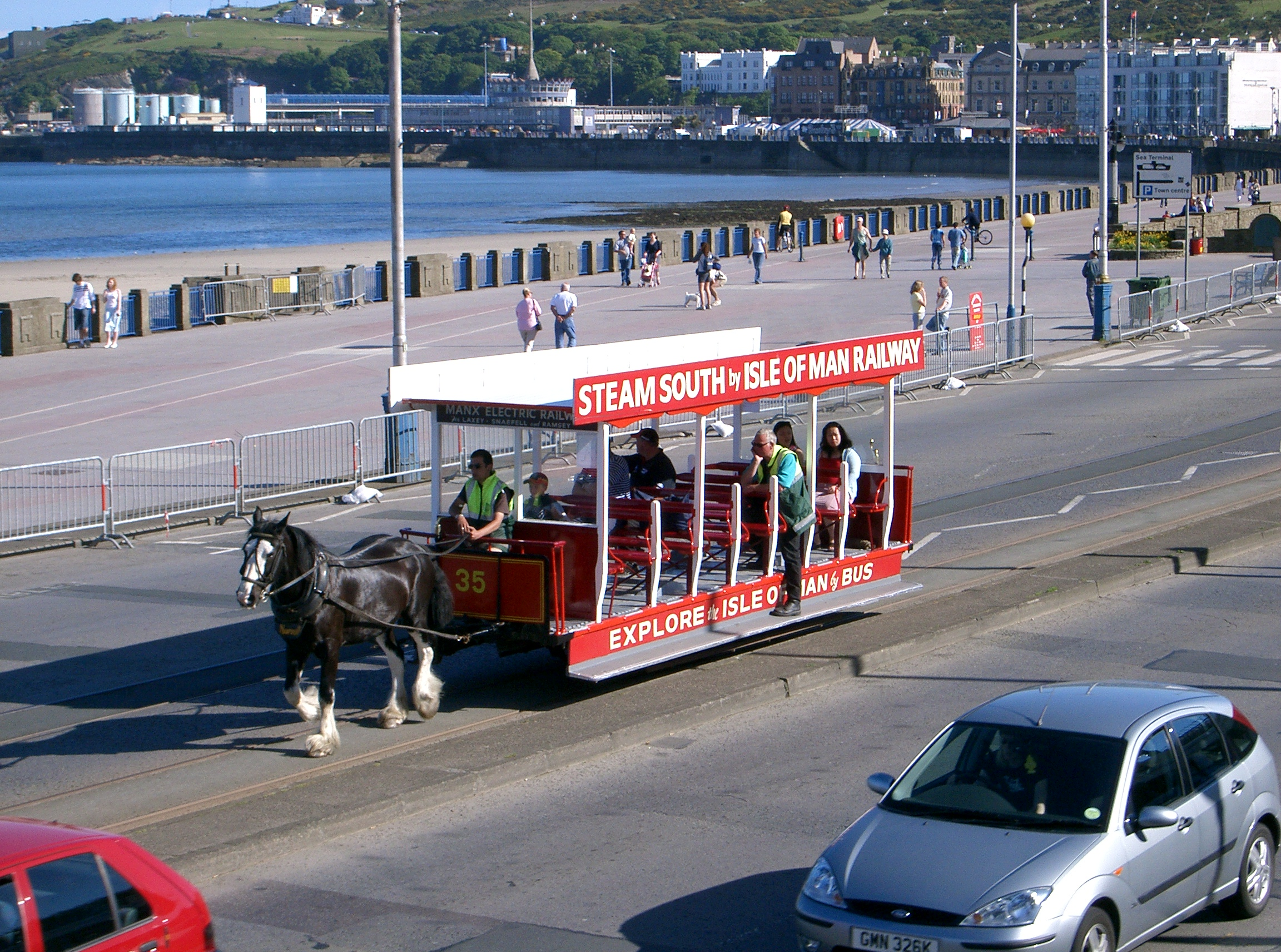
Открытый вагон трамвая. Человек на подножке — кондуктор, которому пассажиры оплачивают проезд

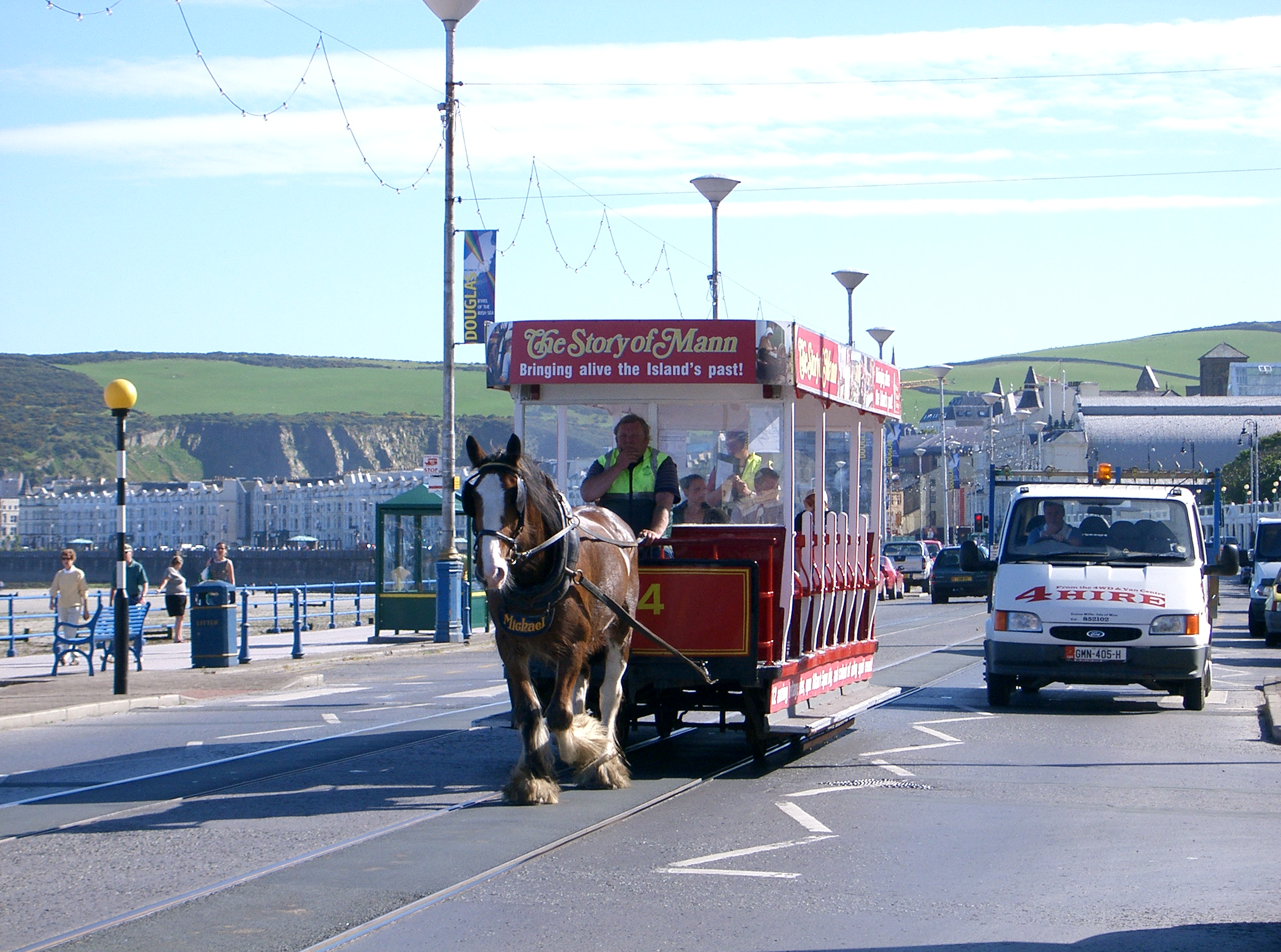
Трамвай в районе пешеходного перехода

Ду́гласский ко́нный трамва́й (англ. Douglas Horse Tramway, мэн. Raad Yiarn Cabbyl Vaie Ghoolish) — линия конки в Дугласе, столице Острова Мэн, одна из трёх трамвайных систем острова. Это последняя в мире линия конки, эксплуатирующаяся в режиме городского общественного транспорта.

## История
Дугласский конный трамвай начал действовать в 1876 году. Своим созданием трамвай обязан Томасу Лайтфуту (Thomas Lightfoot), гражданскому инженеру из Шеффилда. До 1882 года он оставался владельцем конки, после чего она была продана фирме Isle of Man Tramways Ltd, позднее поменявшей название на Isle of Man Tramways & Electric Power Co Ltd. В 1902 году компания обанкротилась. Сейчас владелец трамвая — городской совет Дугласа (Douglas Borough Council, местное самоуправление).
Дугласский конный трамвай действовал на протяжении всех лет с 1876 года, за исключением периода Второй мировой войны. С 1927 года трамвай работает только в летний период.

## Описание системы
Длина единственной линии конного трамвая составляет 1,6 мили или 2,8 км. Линия конки проходит вдоль морского променада, от южной конечной остановки на пирсе Виктория (Victoria Pier) мимо морского вокзала (Sea Terminal) к северной конечной остановке Derby Castle, которая одновременно является конечной южной остановкой электрического трамвая (Мэнская электрическая железная дорога).
Ширина колеи — 3 фута или 914 мм. Линия на всём протяжении двухколейная и совмещённая.

## Подвижной состав
Подвижной состав линии составляет 23 вагона и 45 лошадей. Для облегчения труда последних, вагоны оборудованы подшипниками качения. Большинство вагонов открытые, но есть также как минимум один закрытый вагон с открытым империалом (вторым этажом).
По достижении пенсионного возраста, лошади попадают в «дом престарелых» (Home of Rest).

## Организация работы
Конка действует с мая по сентябрь. Время работы — с девяти часов утра до шести часов вечера (расписание сезона 2014 года).
В 2014 году взрослый билет стоил 3 фунта, билет для детей (от 6 до 16 лет) и пожилых — 2 фунта. Существуют также проездные. 
Трамвай привлекает многих туристов, которые также могут посетить конюшню трамвая, которая функционирует как музей. В стоимость билета для посещения конюшни (в 2006 году — 5 фунтов для взрослых и 2,5 фунта для детей и пожилых) входил одноразовый билет для поездки на трамвае.

## Закрытие и возобновление работы
Конка была экономически невыгодной (за 2015 год убытки составили 263 тысячи фунтов), и 22 января 2016 года было объявлено, что сезон 2015 года стал последним в работе Дугласского конного трамвая. Однако после того, как онлайн-петицию против закрытия конки подписало более 2000 человек, было решено продолжить его работу.